# یواس‌اس ملویل (ای‌دی-۲)
یواس‌اس ملویل (ای‌دی-۲) (به انگلیسی: USS Melville (AD-2)) یک کشتی بود که طول آن ۴۱۷ فوت ۳ اینچ (۱۲۷٫۱۸ متر) بود. این کشتی در سال ۱۹۱۳ ساخته شد.